# Frauds and Frenzies
Frauds and Frenzies er en amerikansk stumfilm fra 1918 af Larry Semon.

## Medvirkende
- Larry Semon som Larry
- Stan Laurel som Simp
- Madge Kirby som Dolly Dare
- William McCall
- William Hauber